# 大手橋 (木曽川)
大手橋（おおてばし）は、長野県木曽郡木曽町の木曽川に架かる木曽町道の橋長34.3 m（メートル）のローゼ橋である。世界で初めて架橋された鉄筋コンクリートローゼ橋である。

## 概要
土木学会選奨土木遺産に認定されている。
- 形式 - RC単径間ローゼ橋
- 橋長 - 34.3 m
  - 支間長 - 34.0 m
- 幅員 - 5.5 m
- 設計者 - 中島武

## 歴史
江戸時代、木曽代官所が設置されたころに初代が架橋されたと推測されているが、詳細は不明。記録に残る最も古い架け替えの記録は、1703年（元禄5年）、1706年（宝永3年）などがある。江戸時代には繰り返し架け替えが行われていた。
明治時代以降も、1886年（明治19年）、1913年（大正2年）に架け替えられた。
木曽川は当地付近では川幅が約30 mと狭く、橋脚を設置しないことが求められたが当時広く用いられた鋼トラス橋は日中戦争のため、鋼材の入手が困難になっていた。そこで、設計者の中島武は鉄筋コンクリートによるローゼ橋が判断し、1936年（昭和11年）に世界で初めてとなる鉄筋コンクリートローゼ橋である現在の大手橋が完成し、1937年（昭和12年）1月10日に開通した。これは日本で初めてのローゼ橋でもあった。
1970年（昭和45年）、床版補強工事が行われ、重量制限が6トンから14トンになると共に、歩道橋が設置された。
2002年度（平成14年度）に長野県内にある他の4橋と共に、中島武設計のRCローゼ桁群として土木学会選奨土木遺産に認定された。
2006年度（平成18年度）に補修工事が行われた。